# Blauwe anemoon
De blauwe anemoon (Anemone apennina) is een lage, vaste plant uit de ranonkelfamilie (Ranunculaceae). De plant komt van oorsprong uit Zuid-Europa. De plant komt in België en Nederland voor op beschaduwde grond in loofbossen en verwilderd in tuinen. De blauwe anemoon lijkt veel op de oosterse anemoon (Anemone blanda), maar verschilt daarvan doordat de oosterse anemoon geen behaarde kroonbladen heeft, de bloemsteel na de bloei knikt en de wortelbladeren geen gesteelde slippen hebben.

## Beschrijving
De plant wordt 10–20 cm hoog; de wortelstokken zijn knolvormig. De wortelbladeren hebben kort gesteelde slippen.
De blauwe anemoon bloeit in maart en april met blauwe, soms witte of egaal roze, 2-3,5 cm grote bloemen. De bloemen bestaan uit acht tot veertien, soms tot achttien, van buiten behaarde bloemdekbladen, die botanisch gezien kelkbladeren zijn. De helmknoppen zijn bleekgeel of wit. De bloemsteel is na de bloei rechtopstaand.
De vrucht is een eenzadige dopvrucht. Aan het zaad zit een mierenbroodje.
De plant komt in het wild voor in loofbossen op vochtig, voedselrijk zand en zandige klei.
Het melksap van de blauwe anemoon is iets giftig, omdat de stof protoanemonine in het sap voorkomt.

## Tuin
Als stinsenplant geeft de soort voorkeur aan luchtige, humeuze grond.
Deling van de plant kan gebeuren wanneer het gebladerte na de groei volwassen is.